# Hanna Aharoni
Hanna Aharoni (en hebreo: חנה אהרוני‎; Asmara, 10 de septiembre de 1933) es una cantante israelí de origen yemenita. A finales de la década de 1950, fue apodada "La Voz de Oro de Israel". Durante su carrera, fue notoria por su rango vocal de cuatro octavas y su capacidad para cantar canciones de varios géneros en diferentes idiomas.

## Biografía
Hanna Aharoni nació en 1933, en Asmara, Eritrea, la tercera de ocho hermanos. Sus padres, Mansour y Mazal, era ambos Judíos yemenitas que habían emigrado a la Eritrea italiana. En 1934, hizo aliá con toda su familia. Aharoni creció en el barrio Kerem HaTeimanim de Tel Aviv, y ya a temprana edad ayudaba a su padre, quien tenía un puesto de venta de vegetales en el Mercado Carmel de Tel Aviv, animando a los compradores para venir a su puesto con la ayuda de su voz especial. Sus padres también criaron cuatro miembros familiares que eran huérfanos.

## Carrera
En 1943, a la edad de 10 años, fue descubierta por el compositor Nahum Nardi, quien le enseñó algunas de sus canciones, y ella cantaba junto a él en conciertos y en la radio. Su primer concierto tuvo lugar en julio de 1946, y luego de aquel concierto, le fue solicitado para actuar en sitios diferentes. En Sukkot, octubre de 1946, dio 5 recitales: el primer recital incluyó «canciones de los niños, canciones de festividades judías, canciones de pastores, canciones tradicionales y más». La última presentación incluyó «canciones, himnos, canciones de festividades judías, las canciones de los niños, y más».
En 1948, después de estudiar baile, desarrollo de voz, y música, el promotor Moshe Valin le ofreció unirse a su teatro, Li La Lu. Allí, apareció junto con las estrellas de la temporada y cantó éxitos que fueron compuestos especialmente para ella por los compositores Moshe Wilensky, Nathan Alterman, y Yaakov Orland, como: "Zohara", "Boker Tov", y "Zechariah ben Ezra".
Completó su servicio militar obligatorio en la banda Ilan de la Brigada de élite Golani.Durante este periodo, Aharoni fue reconocida como una cantante con un talento para cantar en cuatro octavas, y para ella, la compositora israelí Daniela Dor compuso el éxito Shjorá Aní ve Nava, una canción que aprovechaba de su talento vocal. Después de culminar su servicio militar, se unió brevemente a la banda de Emmanuel Zamir, con la cual cantó las canciones "Bafat HaKfar" y "Erev Shaj". Después su participación en esta banda, Moshe y Aline le ofrecieron una gira por el extranjero.
En abril de 1956, actuó en París, Londres, y otras ciudades de Europa. En marzo de 1957, cantó para Isabel Gabriela de Baviera, la reina consorte de Bélgica. Continuó su gira por el continente americano y tuvo un éxito breve en México. En mayo de 1958, regresó a Israel y se presentó en conciertos y teatros. En noviembre de 1958, regresó a los EE. UU. para otra gira. En enero de 1960, grabó un álbum de canciones folclóricas israelíes, Songs of Israel (1960), para Decca Records, el cual vendió más de medio millón de copias. En marzo de 1960, se presentó en The Town Hall de la ciudad de Nueva York. Más tarde ese mismo año, actuó por seis semanas en Las Vegas. A principios de 1962 se presentó en el programa de televisión de Ed Sullivan.
Mientras estaba en los EE. UU., conoció al productor israelí Haim Tishman, con el cual se casó y se mudó de manera permanente a los Estados Unidos. En las décadas de 1960 y 1970, la carrera de Aharoni floreció, incluyendo presentaciones exitosas con Ed Sullivan y Paul Anka. También dirigió programas televisivos que eran transmitidos desde México a otros países latinoamericanos en América del Sur, se presentó en salas y clubes, espectáculos de televisión, y produjo un álbum con la canción Eviva España en inglés y español, las cuales se convirtieron en éxitos en Europa y América del Sur. En 1981, le fue otorgado el premio "Mejor Cantante Extranjera del Año" en Brasil.
Desde la década de 1980 en adelante, redujo su actividad como cantante, pero continuó grabando canciones en varias lenguas, además de su nativo hebreo. Hannah Aharoni vive en Nueva York, y a menudo visita Israel.

## Tributo
Su carrera es el tema de un documental israelí, Viva Espania (2011).